# Erskine, Minnesota
Erskine är en ort i Polk County i Minnesota. Vid 2010 års folkräkning hade Erskine 503 invånare.